# Erna Schürer
Erna Schürer, pseudonimo di Emma Costantino (Napoli, 18 agosto 1942), è un'attrice ed ex modella italiana, attiva soprattutto negli anni sessanta e settanta.
Talvolta era accreditata anche come Erna Scheurer, Erna Schuler o anche Erna Schurer.
Ha goduto di notorietà in Italia ed è stata anche interprete di fotoromanzi (Killing, Sadistik e una cinquantina di titoli per la Lancio girati fra il 1967 e il 1970).

## Biografia
Fin da giovanissima è andata a vivere da sola, risiedendo a Parigi, Roma, Milano, New York e Berlino. È stata interprete per il cinema di diversi b-movie di genere drammatico (thriller, erotico, storici sul nazismo, poliziotteschi).
Nel 1972, per la televisione, è stata nel cast dello sceneggiato televisivo Sorelle Materassi al fianco di Giuseppe Pambieri e nel 1987 è apparsa nel film Spettri, dove è stata diretta da Marcello Avallone. Negli anni settanta è stata ritratta sul periodico Playmen.

## Filmografia

Erna Schürer ne Il castello dalle porte di fuoco (1970)

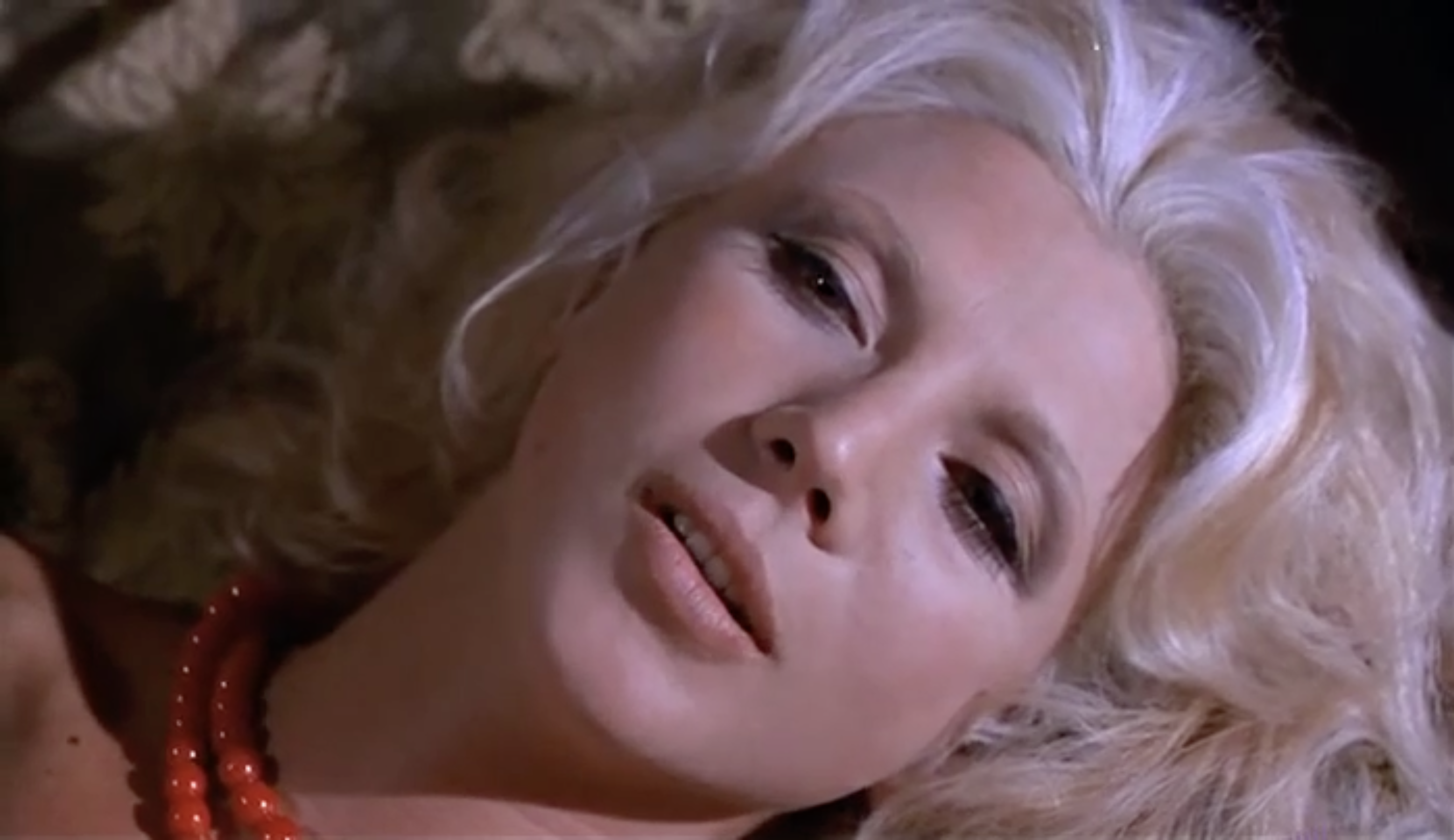
Erna Schürer in Carnalità (1974)

- Il rossetto, regia di Damiano Damiani (1960)
- Wanted Johnny Texas, regia di Emimmo Salvi (1967)
- 28 minuti per 3 milioni di dollari, regia di Maurizio Pradeaux (1967)
- Lola Colt - Faccia a faccia con El Diablo, regia di Siro Marcellini (1967)
- Erotissimo, regia di Gérard Pirès (1968)
- La bambola di Satana, regia di Ferruccio Casapinta (1969)
- La battaglia dell'ultimo panzer, regia di José Luis Merino (1969)
- Le salamandre, regia di Alberto Cavallone (1969)
- Le altre, regia di Alex Fallay (1969)
- Le tue mani sul mio corpo, regia di Brunello Rondi (1970)
- Le Mans - Scorciatoia per l'inferno, regia di Osvaldo Civirani (1970)
- Il castello dalle porte di fuoco (Scream of the Demon Lover), regia di José Luis Merino (1970)
- La grande avventura di Scaramouche, regia di Piero Pierotti (1970)
- Un gioco per Eveline, regia di Marcello Avallone (1971)
- I leoni di Pietroburgo, regia di Mario Siciliano (1971)
- Valeria dentro e fuori, regia di Brunello Rondi (1972)
- Sorelle Materassi – sceneggiato TV (1972)
- Tecnica di un amore, regia di Brunello Rondi (1973)
- La notte dell'ultimo giorno, regia di Adimaro Sala (1973)
- Il tuo piacere è il mio, regia di Claudio Racca (1973)
- Lo sceicco la vede così, regia di José Bénazéraf (1974)
- Carnalità, regia di Alfredo Rizzo (1974)
- Il romanzo di un giovane povero, regia di Cesare Canevari (1974)
- Prigione di donne, regia di Brunello Rondi (1974)
- Scusi, si potrebbe evitare il servizio militare?... No!, regia di Luigi Petrini (1974)
- Istantanea per un delitto, regia di Mario Imperoli (1975)
- Furia nera, regia di Demofilo Fidani (1975)
- Nude per l'assassino, regia di Andrea Bianchi (1975)
- Due Magnum 38 per una città di carogne, regia di Mario Pinzauti (1975)
- Le deportate della sezione speciale SS, regia di Rino Di Silvestro (1976)
- La vergine, il toro e il capricorno, regia di Luciano Martino (1977)
- Che notte quella notte!, regia di Ghigo De Chiara (1977)
- Giorno segreto – sceneggiato televisivo (1978)
- Baila guapa, regia di Adriano Tagliavia (1979)
- Bactron 317 ou L'espionne qui venait du show, regia di Jean-Claude Strömme e Bruno Zincone (1982)
- Spettri, regia di Marcello Avallone (1987)
- The Diabolikal Super-Kriminal – film documentario (2007)

## Doppiatrici
- Fiorella Betti in Lola Colt - Faccia a faccia con El Diablo, Le Mans - Scorciatoia per l'inferno, Due Magnum 38 per una città di carogne
- Melina Martello in La battaglia dell'ultimo panzer, Baila guapa
- Vittoria Febbi in 28 minuti per 3 milioni di dollari
- Flaminia Jandolo in Erotissimo
- Franca Salerno in La bambola di Satana
- Rita Savagnone in Nude per l'assassino